# Епископ бачки Василијан
Василијан (световно Василије Петровић, Темишвар, 1/14. јануар 1820 — Нови Сад, 5/18. јануар 1891) је био епископ Српске православне цркве.

## Световни живот
Василијан (световно Василије Петровић), рођен је на празник Св. Василија 1/14. јануара 1820. године у Темишвару. Гимназију је завршио у родном месту, а потом две године слушао филозофију и права у Будимпешти, а 1842. године уписао богословију у Сремским Карловцима. Као одличан ђак уживао је стипендију из Закладе Саве Текелије.

## Монашки живот
После пријема монашког чина када је постао Василијан, постављен је за придворног монаха и конзисторијалног бележника у Темишвару. Дуго година је провео у Темишвару као протосинђел. Пошто је 1866. године произведен у чин архимандрита, постављен је за старешину манастира Хопова, а касније за настојатеља манастира Беочина.
Када је епископ бачки Герман (Анђелић) именован за архиепископа карловачког и патријарха српског, архимандрит Василијан је постао прво администратор, а потом, 12. јула 1882. године и епископ бачки. После смрти патријарха Германа, као најближи епископ Сремским Карловцима, постављен је за администратора Српске патријаршије у Сремским Карловцима. На овом положају се задржао све док није прошла јубиларна прослава петстогодишњице Косовске битке. Прославу је забранила аустроугарска власт на подручју целе државе. Не желећи да се замери властима, тим пре што је предстојао изборни сабор, епископ Василијан, као администратор Митрополије, није узео учешћа у овој прослави, која је, и поред забране, одржана у манастиру Врднику (Раваници), те је због тога нападан и осуђиван.
Српски краљ Милан Обреновић одликовао је командерским Орденом Св. Саве. Од 1882. године је након уплате чланарине од 100 ф. постао члан Матице српске у Новом Саду.
Умро је у 71. годину у Новом Саду између 17. и 18. јануара 1891. године.